# キャサリン・スウィッツァー
キャサリン・スウィッツァー（Kathrine Switzer、1947年1月5日 - ）は、アメリカの女性マラソン選手、解説者、社会運動家。1967年に性別を隠してボストンマラソンに参加し、レース中に妨害を受けたことで有名になる。記録は四時間二十分。当時としては十分に速い方と言える。
その後、女子マラソン普及に尽力する。1997年、解説者としてエミー賞を受賞する。
日本では文献によって姓は「シュワイツァー」とも表記される。

## 経歴
シラキュース大学のクロスカントリーチームで長距離走のトレーニングを積む。
1967年、女性の参加が認められていなかったボストンマラソンに性別を悟られないよう「K. V. スウィッツァー」の登録名で参加する。レース中、女性だと気付いた主催者の一人ジョック・センプルにゼッケンを外すよう妨害されるが、協力者に護られ完走を果たす。センプルとは1970年代に和解し、女性のマラソン参加への協力関係を築いた。（ちなみに、同レースには前年に非公式ながら女性初のボストンマラソン完走を果たしたボビー・ギブも参加しているが、未登録のため気づかれず妨害は受けていない。）
1972年、エイボン・インターナショナル・ウィメンズ・ランニング・サーキットを創設する。同年、ボストンマラソンが女性参加者を公認する。
1974年、ニューヨークシティマラソンで優勝する。
1975年、ボストンマラソン2位。
1982年、アタランタスポーツプロモーションを設立し社長に就任する。
1997年、ロサンゼルスマラソンの解説でエミー賞を受賞する。
2011年、アメリカに貢献した女性殿堂に選ばれる。
2015年、女性支援団体261fearlessを設立する。
2017年、1967年大会と同じ261番のゼッケンを付けてボストンマラソンを完走する。

## エピソード
- レースを妨害された写真が2003年にLIFE誌「世界を変えた100枚の写真」に選ばれた。

## 書籍
- 『Running and walking for women over 40』1998年
- 『26.2: Marathon Stories』 2006年 夫ロジャー・ロビンソンと共著
- 『Marathon Woman: Running the Race to Revolutionize Women's Sports』2007年